# Silene ghiarensis
Silene ghiarensis är en nejlikväxtart som beskrevs av Jules Aimé Battandier. Silene ghiarensis ingår i släktet glimmar, och familjen nejlikväxter. Inga underarter finns listade i Catalogue of Life.